# 매끄러운 사상
대수기하학에서 매끄러운 스킴(영어: smooth scheme)은 국소적으로 아핀 공간과 같이 보이는 체 위의 스킴이며, 매끄러운 사상(-寫像, 영어: smooth morphism)은 각 올이 매끄러운 스킴을 이루는 스킴 사상이다.
비분기 사상(非分岐寫像, 영어: unramified morphism)은 분기화가 일어나지 않는 스킴 사상이며, 미분기하학의 몰입에 해당한다. (대수기하학의 열린 몰입과 닫힌 몰입은 이름과 달리 미분기하학의 매장에 해당한다.) 에탈 사상(étale寫像, 영어: étale morphism)은 스킴 사이의 국소 동형 사상이다. 즉, 미분기하학의 국소 미분동형사상이나, 위상수학의 국소 위상동형사상에 대응되는 개념이다.

## 정의
형식적으로 매끄러운 사상/형식적으로 비분기 사상/형식적으로 에탈 사상은 특정 오른쪽 올림 성질을 만족시키는 스킴 사상이다. 형식적으로 매끄러운/비분기/에탈 사상 조건에 국소 유한 표시 조건을 추가한다면 매끄러운 사상/비분기 사상/에탈 사상 개념을 얻는다.

### 형식적으로 매끄러운 · 비분기 · 에탈 사상
임의의 가환환 {\displaystyle R} 및 멱영 아이디얼 {\displaystyle {\mathfrak {n}}\subseteq R}에 대하여, 그 몫 준동형
{\displaystyle (/{\mathfrak {n}})\colon R\to R/{\mathfrak {n}}}
에 대응하는 아핀 스킴 사상
{\displaystyle (/{\mathfrak {n}})^{*}\colon \operatorname {Spec} (R/{\mathfrak {n}})\to \operatorname {Spec} R}
을 생각할 수 있으며, 이는 항상 닫힌 몰입이다. 직관적으로, {\displaystyle {\mathfrak {n}}}이 멱영 아이디얼이므로 {\displaystyle \operatorname {Spec} R}는 {\displaystyle \operatorname {Spec} (R/{\mathfrak {n}})}을 "무한소"만큼 "연장"시킨 것이다. 즉, 이러한 닫힌 몰입은 닫힌집합의 "무한히 작은 근방"으로의 포함 사상으로 해석할 수 있다.
스킴 사상 {\displaystyle f\colon X\to S}에 대하여,
- 만약 멱영 아이디얼로부터 유도되는 닫힌 몰입에 대하여 오른쪽 올림 성질이 성립한다면, {\displaystyle f}를 형식적으로 매끄러운 사상(영어: formally smooth morphism, 프랑스어: morphisme formellement lisse)이라고 한다.[1]:56, Définition IV.17.1.1 즉, {\displaystyle (/{\mathfrak {n}})^{*}\colon \hom _{\operatorname {Sch} /S}(\operatorname {Spec} R,X)\to \hom _{\operatorname {Sch} /S}(\operatorname {Spec} (R/{\mathfrak {n}}),X)}가 전사 함수이다.
- 만약 멱영 아이디얼로부터 유도되는 닫힌 몰입에 대하여 모든 오른쪽 올림이 (만약 존재한다면) 유일하다면, {\displaystyle f}를 형식적으로 비분기 사상(영어: formally unramified morphism, 프랑스어: morphisme formellement non ramifié)이라고 한다.[1]:56, Définition IV.17.1.1 즉, {\displaystyle (/{\mathfrak {n}})^{*}\colon \hom _{\operatorname {Sch} /S}(\operatorname {Spec} R,X)\to \hom _{\operatorname {Sch} /S}(\operatorname {Spec} (R/{\mathfrak {n}}),X)}가 단사 함수이다.
- 만약 멱영 아이디얼로부터 유도되는 닫힌 몰입에 대하여 오른쪽 유일 올림 성질이 성립한다면, {\displaystyle f}를 형식적으로 에탈 사상(영어: formally étale morphism, 프랑스어: morphisme formellement étale)이라고 한다.[1]:56, Définition IV.17.1.1 즉, {\displaystyle (/{\mathfrak {n}})^{*}\colon \hom _{\operatorname {Sch} /S}(\operatorname {Spec} R,X)\to \hom _{\operatorname {Sch} /S}(\operatorname {Spec} (R/{\mathfrak {n}}),X)}가 전단사 함수이다.
{\displaystyle {\begin{matrix}\operatorname {Spec} (R/{\mathfrak {n}})&\to &X\\\downarrow &{\scriptstyle \exists }\nearrow &\downarrow \\\operatorname {Spec} R&\to &S\end{matrix}}}

이 조건들은 직관적으로 다음과 같이 해석할 수 있다.
- 형식적으로 매끄럽다는 것은 사상 {\displaystyle \operatorname {Spec} (R/{\mathfrak {n}})\to X}를 그 무한소 근방 {\displaystyle \operatorname {Spec} R}로 무한소만큼 확장할 때, "특이점"에 걸려 확장이 불가능한 경우가 없다는 것이다.
- 형식적으로 비분기라는 것은 사상 {\displaystyle \operatorname {Spec} (R/{\mathfrak {n}})\to X}를 그 무한소 근방 {\displaystyle \operatorname {Spec} R}로 무한소만큼 확장할 때, "분기점" 때문에 두 개 이상의 가능한 확장이 존재하는 경우가 없다는 것이다.
- 형식적으로 에탈이라는 것은 형식적으로 매끄러우며 비분기인 것과 같으므로, "특이점"과 "분기점"이 없어  그 무한소 근방으로의 확장이 항상 유일한 것이다.

### 매끄러운 사상
국소 유한 표시 사상 {\displaystyle f\colon X\to S}에 대하여, 다음 조건들이 서로 동치이며, 이를 만족시키는 국소 유한 표시 사상을 매끄러운 사상(영어: smooth morphism, 프랑스어: morphisme lisse)이라고 한다.
- {\displaystyle f}는 형식적으로 매끄러운 사상이다.[1]:61, Définition IV.17.3.1
- {\displaystyle f}는 평탄 사상이며, 모든 {\displaystyle x\in X} 및 {\displaystyle s=f(x)}에 대하여 올 {\displaystyle f^{-1}(f(x))}은 국소환의 잉여류체 {\displaystyle \kappa (s)={\mathcal {O}}_{S,s}/{\mathfrak {m}}({\mathcal {O}}_{S,s})} 위의 매끄러운 스킴이다.[1]:67, Théorème IV.17.5.1
- {\displaystyle f}는 평탄 사상이며, 모든 {\displaystyle x\in X} 및 {\displaystyle s=f(x)}에 대하여 올 {\displaystyle f^{-1}(s)\to \kappa (s)}에 대하여 그 완비화 {\displaystyle f^{-1}(s)\times _{\kappa (s)}{\bar {\kappa }}(s)}는 정칙 스킴이다.[2]:269–270, Theorem III.10.2
- {\displaystyle f}는 평탄 사상이며, 켈러 미분층 {\displaystyle \Omega _{X/S}}는 국소 자유 가군층이며, 그 차원은 {\displaystyle f\colon X\to S}의 상대 차원과 같다.
- 모든 {\displaystyle x\in X}에 대하여, {\displaystyle f|_{U}={\tilde {f}}\circ c}가 되는 열린 근방 {\displaystyle U\ni x} 및 자연수 {\displaystyle n} 및 사상 {\displaystyle {\tilde {f}}\colon U\to \mathbb {A} _{S}^{n}}가 존재한다. ({\displaystyle c\colon \mathbb {A} _{S}^{n}\to S}는 아핀 공간의 표준적 사상이다.)
- 임의의 {\displaystyle x\in X}에 대하여, 다음 조건을 만족시키는 아핀 열린 근방 {\displaystyle x\in \operatorname {Spec} R\subseteq X} 및 {\displaystyle f(\operatorname {Spec} R)\subseteq \operatorname {Spec} S\subseteq Y}가 존재한다.
  - 가환환 준동형 {\displaystyle S\to R}은 어떤 표준 매끄러운 대수와 동형이다.

가환환 {\displaystyle S}가 주어졌을 때, 그 위의 유한 표시 대수
{\displaystyle {\frac {S[x_{1},\dots ,x_{n}]}{(f_{1},\dots ,f_{k})}}\qquad (n,k\in \mathbb {N} ,\;k\leq n,\;f_{1},\dots ,f_{k}\in R[x_{1},\dots ,x_{n}])}
가 다음 조건을 만족시킨다면, 이를 표준 매끄러운 대수(영어: standard smooth algebra)라고 한다.
다항식 {\displaystyle \det(\partial f_{i}/\partial x_{j})_{i,j=1,\dots ,k}\in S[x_{1},\dots ,x_{n}]}은 {\displaystyle S[x_{1},\dots ,x_{n}]/(f_{1},\dots ,f_{k})} 속의 가역원이다.

### 비분기 사상
국소 유한 표시 사상 {\displaystyle f\colon X\to S}에 대하여, 다음 조건들이 서로 동치이며, 이를 만족시키는 국소 유한 표시 사상을 비분기 사상(영어: ramified morphism, 프랑스어: morphisme non ramifié)이라고 한다.:65, Corollaire IV.17.4.2(c)
- {\displaystyle f}는 형식적으로 비분기 사상이다.[1]:62, Définition IV.17.3.7
- {\displaystyle \Omega _{X/S}={\underline {0}}}이다. 여기서 {\displaystyle \Omega _{X/S}}는 켈러 미분층이며, {\displaystyle {\underline {0}}}은 영가군의 상수층이다.
- 대각 사상 {\displaystyle \Delta _{f}\colon X\to X\times _{S}X}은 열린 몰입이다.

스킴 사상 {\displaystyle f\colon X\to S}가 {\displaystyle x\in X}에서 비분기이다는 것은 {\displaystyle x}의 어떤 열린 근방 {\displaystyle U\ni x}에 대하여 {\displaystyle f|_{U}}가 비분기 사상이라는 것이다.

### 에탈 사상
국소 유한 표시 사상 {\displaystyle f\colon X\to S}에 대하여, 다음 조건들이 서로 동치이며, 이를 만족시키는 국소 유한 표시 사상을 에탈 사상(영어: étale morphism, 프랑스어: morphisme étale)이라고 한다.
- {\displaystyle f}는 형식적으로 에탈 사상이다.[1]:62, Définition IV.17.3.7
- {\displaystyle f}는 평탄 사상이며 비분기 사상이다.
- {\displaystyle f}는 매끄러운 사상이며 비분기 사상이다.
- {\displaystyle f}는 매끄러운 사상이며 상대 차원(영어: relative dimension)이 0이다.
- 모든 점 {\displaystyle x\in X}에서, 다음 조건을 만족시키는 아핀 열린 근방 {\displaystyle x\in \operatorname {Spec} R\subseteq X} 및 {\displaystyle f(\operatorname {Spec} R)\subseteq \operatorname {Spec} S\subseteq Y} 및 가 존재한다.
  - 준동형 {\displaystyle S\to R}는 어떤 표준 에탈 대수와 동형이다.

위 정의에서, 가환환 {\displaystyle S} 위의 표준 에탈 대수(영어: standard étale algebra)는 다음과 같은 꼴의 단위 결합 가환 대수이다.
{\displaystyle \left(S[x]/(f)\right)_{g}}
여기서
- {\displaystyle f\in S[x]}는 일계수 다항식이며, {\displaystyle g\in S[x]}는 임의의 다항식이다.
- {\displaystyle f}의 도함수 {\displaystyle \mathrm {d} f/\mathrm {d} x}는 {\displaystyle (S[x]/(f))_{g}}에서 가역원이다. 여기서 {\displaystyle (\cdots )_{g}}는 국소화이고, {\displaystyle (f)}는 {\displaystyle f}로 생성되는 아이디얼이다.

스킴 사상 {\displaystyle f\colon X\to S}가 {\displaystyle x\in X}에서 에탈이다는 것은 {\displaystyle x}의 어떤 열린 근방 {\displaystyle U\ni x}에 대하여 {\displaystyle f|_{U}}가 에탈 사상이라는 것이다.

## 성질

### 함의 관계
다음과 같은 함의 관계가 성립한다.
| 국소 유한 표시 사상      | ⊃ | 국소 유한 표시 평탄 사상 | ⊃ | 매끄러운 사상 |  |
| ∪                        |   |                          |   | ∪             |  |
| 비분기 사상              | ⊃ | ⊃                        | ⊃ | 에탈 사상     |  |
| ∪                        |   |                          |   | ∪             |  |
| 국소 유한 표시 닫힌 몰입 | ⊃ | 스킴 동형                | ⊂ | 열린 몰입     |  |

다음과 같은 함의 관계가 성립한다.
축소 스킴 ⊋ 정규 스킴 ⊋ 정칙 스킴 ⊋ 체 위의 매끄러운 스킴
즉, 임의의 체 {\displaystyle K}에 대하여 모든 매끄러운 {\displaystyle K}-스킴은 정칙 스킴이다. 특히, 완전체 {\displaystyle K} 위의 {\displaystyle K}-스킴 {\displaystyle X}에 대하여, 다음 두 조건이 서로 동치이다.
- {\displaystyle X\to \operatorname {Spec} K}는 매끄러운 사상이다.
- 정칙 스킴이며, {\displaystyle X\to \operatorname {Spec} K}는 국소 유한형 사상이다.

### 닫힘
{\displaystyle {\mathfrak {P}}}가 매끄러운 사상 · 비분기 사상 · 에탈 사상 · 형식적으로 매끄러운 사상 · 형식적으로 비분기 사상 · 형식적으로 에탈 사상 조건 가운데 하나라고 하자. 그렇다면, 다음이 성립한다.
- (합성에 대한 닫힘) {\displaystyle X{\xrightarrow {f}}Y{\xrightarrow {g}}Z}에 대하여, 만약 {\displaystyle f}와 {\displaystyle g}가 {\displaystyle {\mathfrak {P}}}-사상이라면 {\displaystyle g\circ f} 역시 {\displaystyle {\mathfrak {P}}}-사상이다.
- (밑 변환에 대하여 안정) {\displaystyle X{\xrightarrow {f}}Y\leftarrow Y'} 에 대하여, 만약 {\displaystyle f}가 {\displaystyle {\mathfrak {P}}}-사상이라면 밑 변환 {\displaystyle f'\colon X\times _{Y}Y'\to Y'} 역시 {\displaystyle {\mathfrak {P}}}-사상이다.

{\displaystyle {\mathfrak {P}}}가 매끄러운 사상 · 비분기 사상 · 에탈 사상 가운데 하나라고 하자. 그렇다면, 다음이 성립한다.
- (fpqc 위상에서의 내림) {\displaystyle X{\xrightarrow {f}}Y{\xleftarrow {g}}Y'}에 대하여, 만약  밑 변환 {\displaystyle f'\colon X\times _{Y}Y'\to Y'}가 {\displaystyle {\mathfrak {P}}}-사상이며, {\displaystyle g}가 fpqc 사상이라면 {\displaystyle f} 역시 {\displaystyle {\mathfrak {P}}}-사상이다.

여기서 fpqc 사상은 평탄 사상이며, 전사 함수이며, 공역 속의 임의의 콤팩트 열린집합에 대하여 이를 상으로 하는 정의역의 콤팩트 열린집합이 존재하는 스킴 사상이다.

## 예

### 매끄러움의 실패
대수적으로 닫힌 체 {\displaystyle K}가 주어졌을 때, {\displaystyle K[a]}-대수의 포함 준동형
{\displaystyle f\colon K[a]\hookrightarrow K[x,y,a]/(xy-a)}
을 생각하자. 그렇다면 이는 아핀 스킴의 사상
{\displaystyle \operatorname {Spec} K[x,y,a]/(xy-a)\twoheadrightarrow \mathbb {A} _{K}^{1}}
을 정의하며, 이는 기하학적으로 아핀 평면 원뿔 곡선들의 족을 정의한다. 이는 유한형 사상이며 평탄 사상이지만, 매끄러운 사상이 아니다. 구체적으로, {\displaystyle K[a]}-대수 {\displaystyle K[z,a]/(a^{2})}의 멱영 아이디얼 {\displaystyle (a)\subset K[z,a]/(a^{2})}를 생각하자. 이 경우,
{\displaystyle g\colon K[x,y,a]/(xy-a)\to K[z,a]/(a^{2},a)\cong K[z]}
{\displaystyle g\colon x\mapsto z}
{\displaystyle g\colon y\mapsto 0}
는 {\displaystyle K[a]}-대수의 준동형을 이룬다. 하지만, 임의의 {\displaystyle K[a]}-대수의 준동형
{\displaystyle h\colon K[x,y,a]/(xy-a)\to K[z,a]/(a^{2})}
에 대하여,
{\displaystyle q\colon K[z,a]/(a^{2})\twoheadrightarrow K[z]/(a)}
와 합성하였을 때 {\displaystyle q\circ h=g}가 될 수 없다. 기하학적으로, 이는 {\displaystyle a=0}일 때의 올 {\displaystyle xy=0}은 특이올을 이루기 때문이다.
더 단순한 예로, {\displaystyle K\hookrightarrow K[x,y]/(xy)}를 생각하자. 이 경우, {\displaystyle K}-대수의 준동형
{\displaystyle g\colon K[x,y]/(xy)\to K[z]/(z^{2})}
{\displaystyle g\colon x\mapsto z}
{\displaystyle g\colon y\mapsto z}
이 존재한다. 그러나 몫 준동형
{\displaystyle q\colon K[z]/(z^{3})\twoheadrightarrow K[x]/(z^{2})}
에 대하여, {\displaystyle g=q\circ h}가 되는 준동형
{\displaystyle h\colon K[x,y]/(xy)\to K[z]/(z^{3})}
은 존재할 수 없다. 따라서 아핀 대수 곡선 {\displaystyle \operatorname {Spec} K[x,y]/(xy)}는 원점에서 특이점을 가져 매끄러운 곡선이 아니다.

### 비분기성의 실패
표수가 2가 아닌 대수적으로 닫힌 체 {\displaystyle K} 위에,
{\displaystyle f\colon K[x]\hookrightarrow K[x,y]/(y^{2}-x)\cong K[y]}
를 생각하자. 그렇다면 이는 아핀 스킴의 사상
{\displaystyle \mathbb {A} _{K}^{1}\twoheadrightarrow \mathbb {A} _{K}^{1}}
을 정의한다. 이는 유한형 사상이지만, 비분기 사상이 아니다. 구체적으로, {\displaystyle K[x,z]/(x^{2},z^{2}-x)}의 멱영 아이디얼 {\displaystyle (z)\subset K[x]/(x^{2},z^{2}-x)}을 생각하자. 그렇다면, {\displaystyle K[x]}-대수의 준동형
{\displaystyle g_{\pm }\colon K[x,y]/(x^{2},y^{2}-x)\to K[x]/(x^{2},z^{2}-x)}
{\displaystyle g_{\pm }\colon y\mapsto \pm z}
을 정의할 수 있다. 이는 몫
{\displaystyle q\colon K[x,z]/(x^{2},z^{2}-x)\twoheadrightarrow K[x,z]/(x^{2},z^{2}-x,z)\cong K}
과 합성하면
{\displaystyle q\circ g_{\pm }\colon K[x,y]/(x^{2},y^{2}-x)\to K}
{\displaystyle q\circ g_{\pm }\colon x,y\mapsto 0}
이 되므로, 서로 같아진다. 즉, 기하학적으로, 원점 {\displaystyle \operatorname {Spec} K\to \mathbb {A} _{K}^{1}}을 그 무한소 근방 {\displaystyle \operatorname {Spec} K[x]/(x^{2},z^{2}-x)}으로 연장하는 방법이 유일하지 않으므로, 비분기 사상이 될 수 없다.

### 체 위의 에탈 스킴
체 {\displaystyle K} 위의 스킴 {\displaystyle X\to \operatorname {Spec} K}에 대하여, 다음 조건들이 서로 동치이다.
- {\displaystyle X\to \operatorname {Spec} K}는 비분기 사상이다.
- {\displaystyle X\to \operatorname {Spec} K}는 에탈 사상이다.
- {\displaystyle X\cong \bigsqcup _{i\in I}\operatorname {Spec} K_{i}}이며, {\displaystyle K_{i}/K}는 유한 분해 가능 확대이다.

체 {\displaystyle K} 위의 에탈 스킴들의 범주는 절대 갈루아 군 {\displaystyle \operatorname {Gal} (K^{\operatorname {sep} }/K)}의 작용을 갖춘 집합들의 범주  {\displaystyle \operatorname {Gal} (K^{\operatorname {sep} }/K){\text{-Set}}}와 동치이다. 구체적으로, 에탈 스킴 {\displaystyle X}에 대응하는 집합은 다음과 같다.
{\displaystyle X\mapsto \hom _{\operatorname {Sch} /\operatorname {Spec} K}(\operatorname {Spec} K^{\operatorname {sep} },X)}
여기서 {\displaystyle K^{\operatorname {sep} }}은 {\displaystyle K}의 분해 가능 폐포이다.

## 역사
알렉산더 그로텐디크가 《대수기하학 원론》 4권에서 도입하였다.

## 같이 보기
- 에탈 코호몰로지
- 특이점 (대수기하학)
- 자리스키 접공간
- 분기화
- 정칙 스킴